# Quadrille (pel·lícula de 1997)
Quadrille és una pel·lícula francesa dirigida per Valérie Lemercier estrenada el 23 d'abril de 1997, basada en l’obra de Sacha Guitry, Quadrille de 1937.

## Sinopsi
Carl Herickson, una gran estrella del cinema estatunidenc, capgirarà, sense voler-ho, la vida d'un trio parisenc: un influent redactor en cap, Philippe de Morannes, la seva parella, l'actriu de teatre Paulette Nanteuil, i la millor amiga de la parella, una jove i ambiciosa periodista Claudine André.

## Reparatiment
- Valérie Lemercier : Paulette Nanteuil
- André Dussollier : Philippe de Morannes
- Sandrine Kiberlain : Claudine André
- Sergio Castellitto : Carl Herickson
- Franck de Lapersonne : Maître d'hôtel
- Lise Lamétrie : Cambrera
- Didier Bénureau : Doctor Lamache
- Nicolas Seguy : Grum
- Michelle Dagain : Cambrera 2
- Emmanuel Benjamin : Majordom
- Michel Jean : Portameletes

## Taquilla
La pel·lícula va registrar 135.022 entrades a França el 1997 i va recaptar 818.000 dòlars.